# Stelios Vasiliou
Stelios Vasiliou (Grieks: Στέλιος Βασιλείου) (Akraifnio, 29 april 1991) is een Grieks voetballer die uitkomt voor Levadiakos.
In mei 2014 is hij op proef bij PEC Zwolle.